# Lasianthus velutinus
Lasianthus velutinus är en måreväxtart som beskrevs av Henry Nicholas Ridley. Lasianthus velutinus ingår i släktet Lasianthus och familjen måreväxter. Inga underarter finns listade i Catalogue of Life.